# Albert Baratier
Pour les articles homonymes, voir Baratier (homonymie).
Albert Ernest Augustin Baratier est un général de division français dont le nom est associé à la Première Guerre mondiale. Il est né à Belfort le 11 juillet 1864 et « mort pour la France » à Courcy (Marne) le 17 octobre 1917.

## Biographie
Albert Baratier est le fils de l’intendant général Aristide-Émile-Anatole Baratier (1834-1918), ancien de la campagne du Tonkin. Après des études brillantes au collège Stanislas, Albert Baratier est reçu à l'école de Saint-Cyr en 1883.
L’Académie française lui décerne le prix Vitet en 1911.

### Carrière coloniale
Nommé sous-lieutenant à sa sortie en 1885, il est affecté le 1er octobre de la même année au 1er régiment de chasseurs d’Afrique, dans l'armée coloniale. Il devient lieutenant le 12 octobre 1889. Après avoir servi en Algérie, il prend part avec le lieutenant-colonel Humbert aux opérations contre Samory et se distingue particulièrement dans l’attaque de Diamanko (1891-1892). Il est nommé chevalier de la Légion d'honneur à Noël 1892.
En 1894, il est au 12e régiment de chasseurs à cheval puis est promu capitaine le 23 mars 1895 au 6e chasseurs. Membre de la colonne Monteil envoyée vers Kong, il se lia avec le capitaine Marchand avec lequel il participe à l'expédition du Congo-Nil. Il intègre ensuite la mission Marchand en 1896. De juillet 1896 à juillet 1898, l'expédition traverse l'Afrique et atteint le Nil à Fachoda (Soudan) où Marchand plante le drapeau français. Il reçoit alors pour principale tâche l’exploration du bas Soueh et du Bahr-el-Ghazal. Au prix de nombreuses difficultés, il réussit à traverser les marais et à atteindre le lac Nô. Il avait ainsi tracé à la mission la route qu’elle devait suivre pour passer du bassin du Congo dans celui du Nil et atteindre Fachoda. Cependant l'expédition se heurte à l'armée britannique commandée par le général Kitchener qui après sa victoire d'Omdurman contre les Derviches vient s'établir près de Fachoda et en demande l'évacuation. La crise franco-anglaise qui menace de déboucher en guerre se solde finalement par le retrait français, mais Marchand devient un héros national. Baratier, quant à lui, est élevé au grade d'officier de la Légion d'honneur le 25 octobre 1898 et reçoit la Médaille coloniale avec les agrafes « Soudan », « Congo », « Côte d'Ivoire » et « De l'Atlantique à la mer Rouge ».

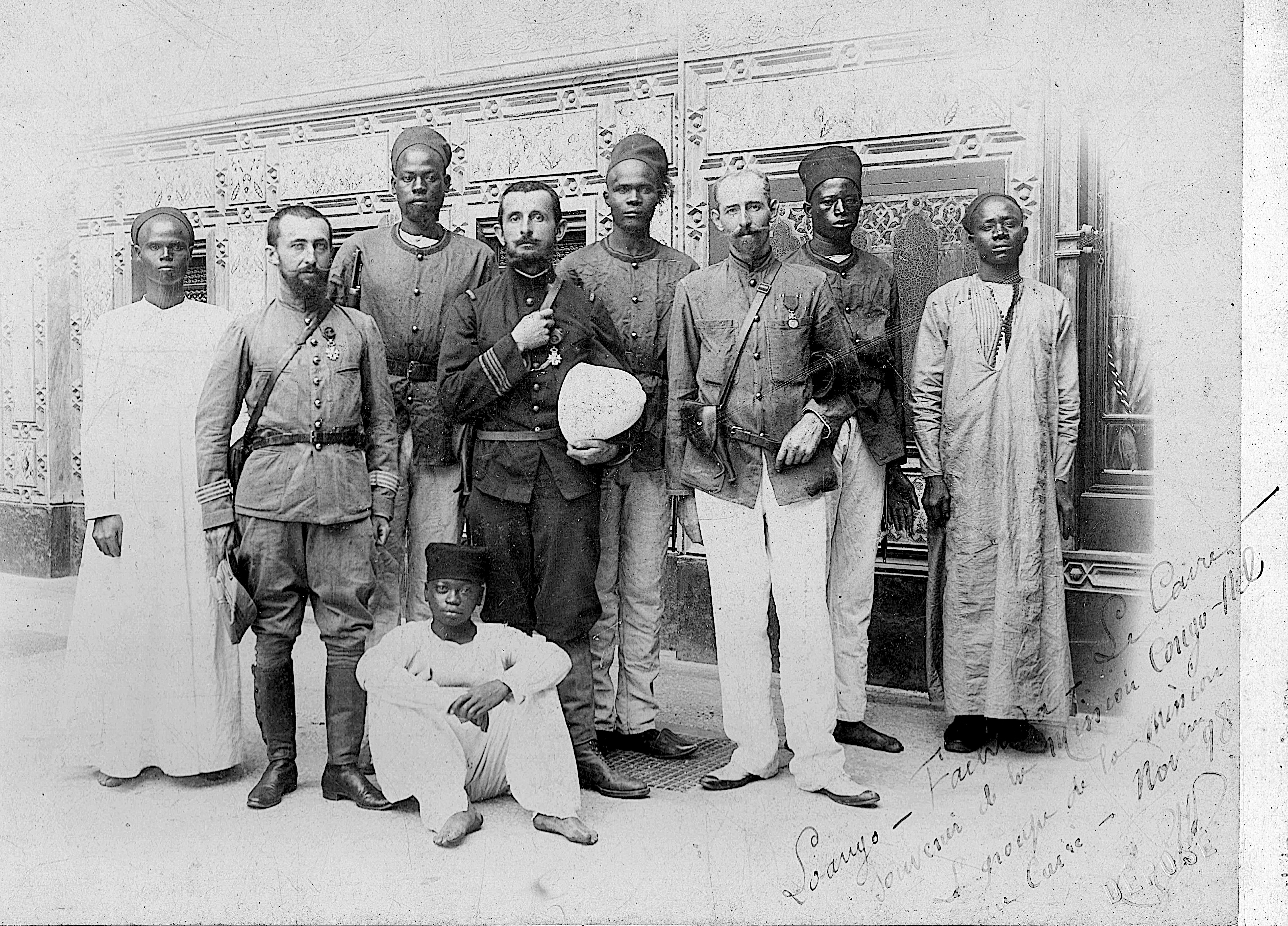
Le capitaine Jean-Baptiste Marchand entouré du capitaine Albert Baratier (g.) et du lieutenant Charles Mangin (d.) au Caire, novembre 1898.

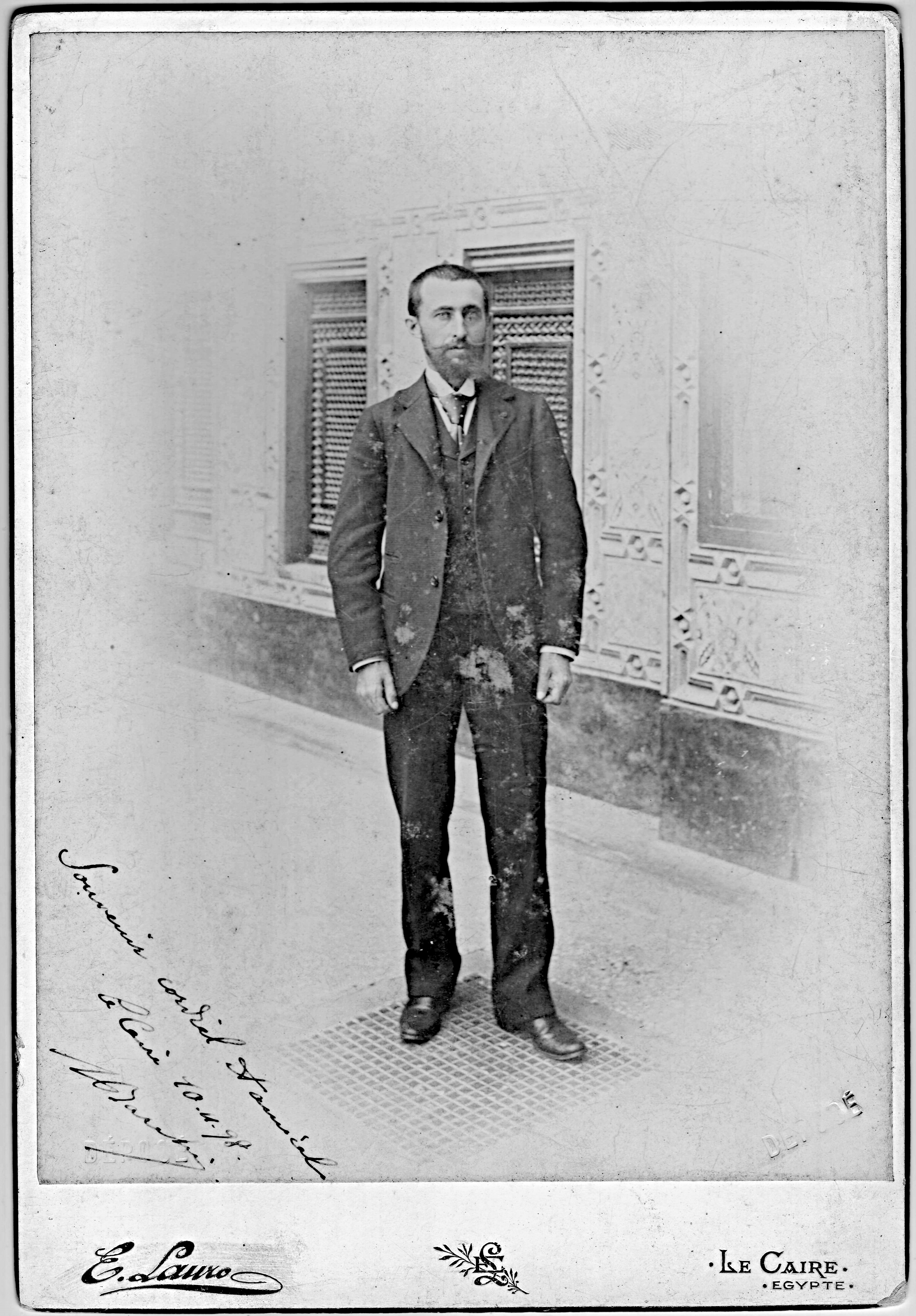
Le capitaine Albert Baratier au Caire, novembre 1898.

À son retour en France, il met en lumière l’œuvre accomplie par la mission et dresse une carte du Haut-Oubangui. Nommé chef d'escadron le 21 novembre 1899, on le trouve au 5e dragons en 1900, puis au 7e dragons en 1904. Il est rapidement promu lieutenant-colonel le 26 décembre 1905 au 8e chasseurs puis colonel le 27 mars 1911 au 14e Chasseurs à cheval. Il devient commandeur de la Légion d'honneur le 31 décembre 1913.

### Grande guerre
C'est à la tête du régiment du 14e Chasseurs à cheval qu'il entre en août 1914  dans la Grande Guerre. Il est nommé général de brigade à titre provisoire le 4 septembre 1914 et est placé à la tête de la 8e division de cavalerie ; sa nomination devient définitive le 27 octobre suivant.
Le 10 août 1916, il commande la 134e division d'infanterie où il est promu général de division le 18 mai 1917.
Il meurt lors d'une visite dans une tranchée de première ligne devant Reims, le 17 octobre 1917, recevant la mention « mort pour la France » et repose dans la Nécropole nationale de Cormicy.
Les papiers personnels du général Baratier sont conservés aux Archives nationales, sur le site de Pierrefitte-sur-Seine, sous la cote 99AP : (Inventaire du fonds 99AP).

### Portrait
Un soir de décembre 1916, au QG de division à Dombasle-sur-Meurthe, le général Baratier entouré de son état-major reçoit à sa table le lieutenant de vaisseau H. Cigli, commandant le 3e groupe d'autos-canons de la Marine, qui lui est directement rattaché, et l'écrivain-officier Binet-Valmer, chef de la section de mitrailleuses de ce groupe. Ce dernier en dresse un portrait tout en nuances :

« Il m'avait accueilli en confrère, cet écrivain dont l’œuvre sensible et le lyrisme tout vibrant d'une tendresse qui s'épanche, ne m'auraient jamais laissé croire qu'il fût aussi un officier général [...] Voilà l'un des héros de Fachoda, le frère de Marchand, le poète de deux livres que j'aime pour leur surprenant mirage [...] Ce rêve où s'attardent les beaux yeux de Baratier, cette maigreur d'apôtre qui augmente la finesse des traits, qui creuse les joues sous la barbe noire un peu frisée, ce front clair, cette imperceptible amertume au coin des lèvres, cette profonde tristesse que ne me cachent pas des plaisanteries parfois grivoises, car le général aime le mot crû, cette rigidité presque orientale, j'aurais pu la deviner en lisant les récits du voyageur. Elle fût façonnée par la honte où aboutit l'épique chevauchée, par la douleur d'avoir trouvé, pliant les genoux devant son ennemi, la France pour laquelle il avait souffert deux ans dans la torture des sables hostiles. »

### Grades
- 29/10/1883 : élève à Saint-Cyr ;
- 14/09/1886 : sous-lieutenant ;
- 12/10/1889 : lieutenant ;
- 23/03/1895 : capitaine ;
- 21/11/1899 : chef d'escadron ;
- 26/12/1905 : lieutenant-colonel ;
- 27/03/1911 : colonel ;

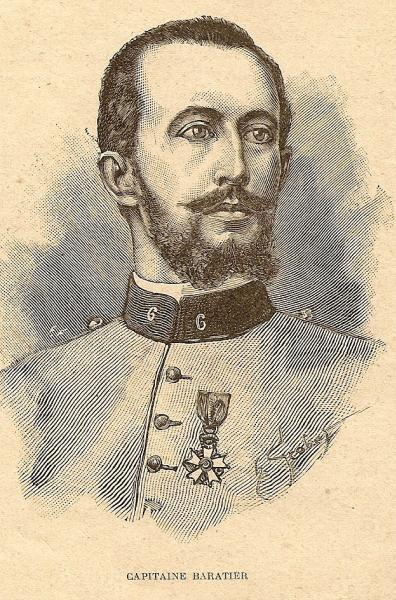
Baratier jeune.

- 04/09/1914 : général de brigade à titre temporaire ;
- 27/10/1914 : général de brigade ;
- 18/05/1917 : général de division.

### Décorations
- Commandeur de la Légion d'honneur ; officier (25 octobre 1898) ; chevalier (24 décembre 1892)
- Médaille coloniale avec agrafes « Soudan », « Congo », « Côte d'Ivoire » et « De l'Atlantique à la mer Rouge »

### Postes
- 27 mars 1911 au 4 septembre 1914 : chef de corps du 14e régiment de chasseurs à cheval stationné à Dole dans le Jura.
- 4 septembre 1914 au 9 août 1916 : commandant de la 8e division de cavalerie.
- 10 août 1916 au 17 octobre 1917 : commandant de la 134e division d'infanterie.

## Ouvrages
- À travers l'Afrique, Paris, 1912 ; réédition en 1914.
- Épopées africaines, illustré par Lucien-Paul Pouzargues, Arthème Fayard, 1912 ; réédition en 1913.
- Au Congo. Souvenirs de la mission Marchand. De Loango à Brazzaville, illustré par Pouzargues, Arthème Fayard, 1914.
- Fachoda. Souvenirs de la mission Marchand, édition posthume, Bernard Grasset, 1941 .

### Sources et bibliographie
- Aux capitaines Baratier et Gouraud, souvenir de leur réception au collège Stanislas par leurs anciens camarades, les 18 juin et 2 juillet 1899, Paris, D. Dumoulin et fils, 1900, 58 p. (lire en ligne).
- Cote du dossier au SHD : 9 Yd 714.
- Numa Broc, « Baratier, Albert », dans Dictionnaire illustré des explorateurs et grands voyageurs français du XIXe siècle. Afrique, 1988.
- Thérèse De Raedt, Compte rendu de « A travers l’Afrique » et « Epopées africaines » (L’Harmattan, 2015), Études littéraires africaines, 2016, 41, 159-162. En ligne : https://doi.org/10.7202/1037805ar
- Jean-Louis Vincent, Albert Baratier dit l'Africain : un Comtois dans la tourmente, Bière, Éditions Cabédita, 2017, 168 p. (ISBN 978-2-88295-775-7)